# البخباخ

تعديل مصدري - تعديل

البخباخ هي إحدى قرى عزلة القارة بمديرية رصد التابعة لمحافظة أبين، بلغ تعداد سكانها 34 نسمة حسب تعداد اليمن لعام 2004.